# Generaltelegraphenamt
Das ehemalige Generaltelegraphenamt im Gebäudekomplex Jägerstraße 42–44, Oberwallstraße 4A–5 hin zur Französischen Straße 33 im Berliner Ortsteil Mitte des gleichnamigen Bezirks ist ein Baudenkmal. Das ehemalige Kaiserliche Haupttelegraphenamt W 56 in Berlin-Mitte ist das größte und älteste noch erhaltene Gebäude aus der Anfangszeit der Telekommunikation. Erbaut wurde es in den Jahren 1861–1863 als Neue Zentraltelegraphenstation. Von seiner Eröffnung im Jahr 1864 bis 1945 diente es als Zentrale/Verwaltung der Telegrafeneinrichtungen in Berlin.
Nach der Wiedervereinigung ging das Gebäude in den Besitz der DT AG über. Nach Sanierung und Umbauarbeiten im Inneren nutzte die Deutsche Telekom AG es bis 2024 als Hauptstadtrepräsentanz.

## Lage
Die vierflügelige Gebäudeanlage erstreckt sich entlang der Französischen Straße 33 (Nord), Oberwallstraße 4a/5 (Ost), Jägerstraße 42/44 (Süd).

## Geschichte

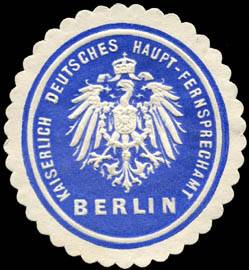
Siegelmarke Haupt-Fernsprechamt, um 1900

Auf dem Areal Oberwallstraße 4A–5 und Jägerstraße 42–44 sind bedeutende Bauten aus der deutschen Postgeschichte erhalten. Der älteste Teil dieser Anlage an der Oberwallstraße 4A, das älteste erhaltene Postgebäude W 56 in Berlin überhaupt, war Teil des ehemals bis in die Französische Straße hineinreichenden Telegraphenamtes, das 1862–1864 nach Plänen des Geheimen Oberbaurat und Architekten Wilhelm Salzenberg und unter der Bauleitung von Bauinspektor Adolph Lohse als erstes Telegraphenamt Deutschlands für Gesamtbaukosten von 420.000 Mark entstand.
Nach Gründung des unter preußischer Führung stehenden Norddeutschen Bundes erhielt das Telegrafenwesen des gesamten Bundesgebietes am 26. Juli 1867 eine einheitliche Leitung. Hierbei wurde die Telegrafie von der Post getrennt. Als Direktor wurde Franz von Chauvin am 24. Dezember 1867 die Leitung der neugegründeten „General-Telegraphen-Direktion“ für das Gebiet des Norddeutschen Bundes und von 1871 an für das gesamte deutsche Kaiserreich übertragen. Als Nachfolger erhielt Theodor Meydam im Oktober 1872 den Posten als General-Telegraphendirektor, den er bis zu seinem Tod im Januar 1875 innehatte.
Mit der Neuordnung der Postverwaltung war im Oktober 1875 mit der Abteilung II im Reichskanzleramt die Generaltelegrafendirektion in der Französischen Straße 33 noch selbständig – unter der kommissarischen Leitung des Geheimen Oberregierungsrates Carl Elsasser mit rund 35 höheren Beamten und etlichen Telegrafenstationen. Schon im Folgejahr gelang es Heinrich Stephan die einheitliche Post- und Telegrafenverwaltung als selbständige Reichsbehörde herzustellen und im Zuge der weiteren Umstrukturierung 1884 Johann Wilhelm Hake zum Direktor der Abteilung II (Telegraphie) zu berufen. Er hat sich besonders um die Ausbreitung des Fernsprechwesens im deutschen Reichs-Postgebiet besonders verdient gemacht und stand der Abteilung bis zu seinem Ausscheiden 1893 vor.
1877–1878 erfolgte nach den Plänen von Carl Schwatlo mit dem Gebäudekomplex Jägerstraße 44/Französische Straße 33 ein Umbau und diente als erstes Haupttelegrafenamt (HTA) Berlins.
Für das Eckgebäude Jägerstraße 42, einen Erweiterungsbau von 1902 des Architekten Kessler und Bildhauers Steinemann, wurden an der Oberwallstraße die Fassadengestaltung des Gebäudes von 1864 und an der Jägerstraße die Schwatloschen Formen von 1878 übernommen.
Als Nachfolger erfolgte der Neubau des Haupttelegrafenamt Berlin N 24 1910–1916 gegenüber dem Postfuhramt und belegt mit dem Gebäudekomplex Oranienburger Straße 73/76, Monbijoustraße und Ziegelstraße bis 1977 die Stadtrohrpostzentrale und bis zur deutschen Wiedervereinigung 1990 das Fernmeldeamt.

## Architektur

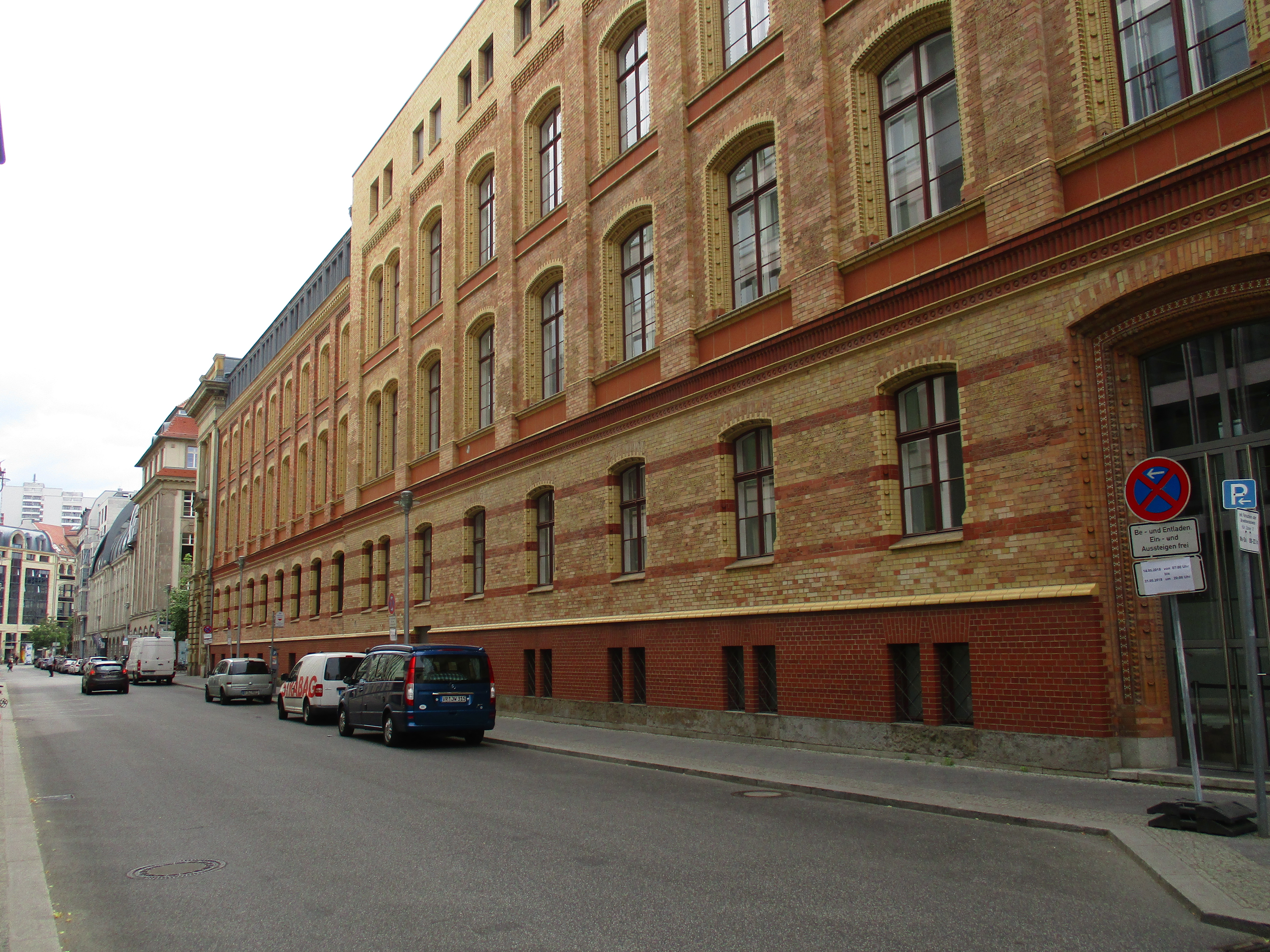
Blick in die Oberwallstraße, 2018

Nach dem Stil der Berliner Backsteintradition der 1860er Jahre, ist der Gebäudekomplex im Stil der italienischen Hochrenaissance dem vorhandenen Straßennetz im Quartier angepasst worden.
Das Gebäude ist in elf Achsen gegliedert, verfügt über dreieinhalb Etagen und seine Fassade ist mit Sandstein verkleidet. Zur Verzierung wurden Risalite, Säulenpaare, Puttengruppen und Rundbogenfenster verwendet. Im Innern ist besonders der ehemalige Telegraphen-Apparate-Saal im Bauteil Schwatlos von 1878 mit der ursprünglichen Konstruktion der von gusseisernen Bindern getragenen Glasdecke erwähnenswert.